# ويليام كاهون
ويليام كاهون هو قاضي وسياسي أمريكي، ولد في 12 يناير 1774 في بروفيدنس في الولايات المتحدة، وتوفي في 30 مايو 1833 في ليندون في الولايات المتحدة. نشط حزبياً في مناهضة الماسونية. وقد انتخب عضو مجلس نواب فيرمونت ‏ وانتخب عضو مجلس النواب الأمريكي ‏.